# Spring Green (thị trấn), Wisconsin
Spring Green là một thị trấn thuộc quận Sauk, tiểu bang Wisconsin, Hoa Kỳ. Năm 2010, dân số của thị trấn này là 1.658 người.